# مکعب (مسابقه)
مسابقه مکعب که برنده جایزه بفتا نیز شده در ۲۲ اوت ۲۰۰۹ از آی تی وی پخش شد و جایزه آن£ ۲۵۰٬۰۰۰ است.
مسابقه در یک مکعب در ابعاد ۴*۴*۴ برگزار می‌شود و مسابقه دهندگان باید وظایفشان که بستگی به چابکی آنها دارد را انجام دهند. اگر مسابقه دهندگان مرحله رو انجام دهند به مرحله بالایی می‌رسند ولی اگر شکست بخورند یکی از جان هایشان در بازی کم می‌شود و باید دوباره مرحله رو تکرار کنند. بازی ۷ مرحله دارد که قبل هر مرحله بازیکنها می‌توانند جایزه خود را گرفته و خداحافظی کنند.
تنها یک نفر توانست تمامی ۷ مرحله از این بازی را به پایان برساند که نام او «محمد فرح» بود. وی در سال ۲۰۱۲ میلادی در یک سریال حضور پیدا کرد و مدال طلای بریتانیایی ورزشکار مسابقات را دریافت کرد.
| مرحله | جایزه    |
| ----- | -------- |
| ۱     | ۱٬۰۰۰£   |
| ۲     | ۲٬۰۰۰£   |
| ۳     | ۱۰٬۰۰۰£  |
| ۴     | ۲۰٬۰۰۰£  |
| ۵     | ۵۰٬۰۰۰£  |
| ۶     | ۱۰۰٬۰۰۰£ |
| ۷     | ۲۵۰٬۰۰۰£ |